# Wheeler (Texas)
Wheeler es una ciudad ubicada en el condado de Wheeler en el estado estadounidense de Texas. En el Censo de 2010 tenía una población de 1592 habitantes y una densidad poblacional de 401,75 personas por km².

## Geografía
Wheeler se encuentra ubicada en las coordenadas 35°26′28″N 100°16′31″O / 35.44111, -100.27528. Según la Oficina del Censo de los Estados Unidos, Wheeler tiene una superficie total de 3.96 km², de la cual 3.96 km² corresponden a tierra firme y (0%) 0 km² es agua.

## Demografía
Según el censo de 2010, había 1592 personas residiendo en Wheeler. La densidad de población era de 401,75 hab./km². De los 1592 habitantes, Wheeler estaba compuesto por el 74.25% blancos, el 0.57% eran afroamericanos, el 0.38% eran amerindios, el 0.44% eran asiáticos, el 0% eran isleños del Pacífico, el 22.24% eran de otras razas y el 2.14% pertenecían a dos o más razas. Del total de la población el 41.77% eran hispanos o latinos de cualquier raza.